# Орляновка
Орляновка — посёлок в Эртильском районе Воронежской области России.
Входит в состав Первомайского сельского поселения.

## География
В посёлке имеются одна улица — Российская и один переулок — Донской.
За северной окраиной – пруд.

## Население
| 2000 | 2010 |
| ---- | ---- |
| 34   | ↘32  |